# Vecchia America - Incisioni a 78 giri dal 1948 al 1956
Vecchia America - Incisioni a 78 giri dal 1948 al 1956 è una raccolta del cantante Teddy Reno pubblicata in CD nel 2008, (Twilight Music, TWI CD AS DS 08 01).

## Tracce
1. Arrivederci Roma
2. Luna malinconica
3. Il mare
4. Les feuilles mortes
5. Grazie dei fiori
6. Aquellos ojos verdes
7. Chella 'llà
8. Eternamente
9. Un bacio a mezzanotte
10. Veleno
11. Aimez toujours
12. Solitude
13. Ciliegi rosa
14. Maruzzella
15. Charmaine
16. Mona Lisa
17. Ba… ba… baciami piccina
18. Moulin Rouge
19. Vecchia America
20. White Christmas